# Silvia Parente
Silvia Parente (Milán, Italia, 29 de septiembre de 1969) es una esquiadora italiana de esquí alpino adaptado y medallista de oro paralímpica.
Obtuvo una medalla de bronce en esquí de fondo adaptado en la categoría femenina de eslalon B1-2 para deportistas con deficiencia visual en los Juegos Paralímpicos de Invierno de Lillehammer de 1994.
En las pruebas de esquí de fondo adaptado para deportistas con deficiencia visual de los Juegos Paralímpicos de Invierno de 2006 en Turín ganó una medalla de oro en la categoría Eslalon gigante discapacidad visual femenino y tres medallas de bronce en las categorías: Descenso discapacidad visual femenino, Eslalon discapacidad visual femenino y Supergigante discapacidad visual femenino. Una de sus medallas de bronce es la que permitió que Italia iniciara en el medallero durante esos Juegos.
También participó en los Juegos Paralímpicos de Albertville 1992 y en los Juegos Paralímpicos de Nagano 1998.

## Premios y distinciones
En marzo de 2006 recibió la distinción de Comendador de la Orden al Mérito de la República Italiana por iniciativa del presidente italiano.